# Budapesti Református Cigány Szakkollégium
A Budapesti Református Cigány Szakkollégium Budapesten, a X. kerületben – azaz Kőbányán – működő, 2016-ban alapított szakkollégium, melyet a Magyarországi Református Egyház tart fenn.

## Bemutatása
A Budapesti Református Cigány Szakkollégium – amely a Keresztény Roma Szakkollégiumi Hálózat részeként működik – olyan kollégiumi közösséget alkot, amely elsősorban cigány, illetve hátrányos helyzetű, budapesti felsőoktatási intézményekben tanuló hallgatók támogatását szolgálja. A megfelelő lakhatási körülmények biztosítása mellett a szakkollégium kiemelt figyelmet fordít arra is, hogy különféle lehetőségeket nyújtson tanulmányi előmenetelük elősegítésére. A szakmai támogatás mellett a szakkollégium céljának tekinti a hallgatók személyes fejlődésének, valamint a szakkollégiumi közösség épülésének és gazdagodásának előmozdítását.
A szakkollégium különféle közösségi terei – mint a társalgó, tanulószoba, fitnesz, inkubátorház, alkotóműhely – valamint az intézményen kívüli programok révén rendszeresen biztosít szakmai, kulturális, művészeti, közéleti és önkéntes eseményeket a hallgatók számára. Mindezt az inspirálja, hogy keresztény szemlélettel összhangban olyan élénk és inspiráló környezetet kíván létrehozni a szakkollégium, amely elősegíti a jövő értelmiségének szellemi, lelki és testi fejlődését, miközben lehetőséget ad egyéni és közösségi értékeik kibontakoztatására is.
Az intézmény nevében is megjelenik, hogy cigány szakkollégium, így természetesen elsősorban cigány fiatalokat vár. Ugyanakkor ez nem kizárólagos feltétel – a szakkollégium számára fontos, hogy a közösség sokszínű legyen, azaz legyenek nem-cigány egyetemi és főiskolai hallgatók a szakkollégisták között, mivel a változatosabb tagság élénkebb közösségi életet és nagyobb inspirációt hoz magával.
Hasonlóan áll hozzá a szakkollégium a hátrányos helyzethez is: nem minden hátrányos helyzetű fiatal cigány, és nem minden cigány fiatal él hátrányos körülmények között. Nem cél ezt a két fogalmat összemosni, ugyanakkor ezek azok a főbb célcsoportok, akik felé a leginkább nyitott a szakkollégium.
Mint kiválóságot célul kitűző intézmény, olyan hallgatókat vár, akik elhivatottak választott szakterületük iránt, és hosszú távon szeretnének maradandó értéket teremteni. Ebben kíván számukra támogatást, lehetőségeket és eszközöket biztosítani a Budapesti Református Cigány Szakkollégium.